# Pachymatisma
Pachymatisma é um gênero de esponja marinha da família Geodiidae.

## Espécies
- Pachymatisma areolata Bowerbank, 1872
- Pachymatisma bifida Burton, 1959
- Pachymatisma geodiformis van Soest e Stentoft, 1988
- Pachymatisma johnstonia Bowerbank in Johnston, 1842
- Pachymatisma monaena Lendenfeld, 1907
- Pachymatisma normani Sollas, 1888